# Bomfunk MC’s
Bomfunk MC’s je finská breakbeatová/electro-hopová skupina, která vznikla v roce 1998 ve Finsku. Frontmanem této skupiny je finský rapper B.O. Dubb (předtím B.O.W., vlastním jménem Raymond Ebanks) a hlavním producentem je Jaakko "JS16" Salovaara.
Skupina je nejvíce známá díky jejich hitu „Freestyler“, který byl nejprodávanějším singlem v Evropě v roce 2000.

## Diskografie

### Alba
- In Stereo, 1999
- Burnin’ Sneakers, 2002
- Reverse Psychology, 2004

### Singly
- „Freestyler“ (United States Edition,) 1999
- „B-Boys & Flygirls (Y2K Mix)“, 2000
- „B-Boys & Flygirls (Y2K Mix German Edition)“, 2000
- „B-Boys & Flygirls (Y2K Mix Danish Edition)“, 2000
- „Uprocking Beats (JS 16 Radio Mix)“, 2000
- „Uprocking Beats (JS 16 Radio Mix UK Promo)“, 2000
- „Uprocking Beats (JS 16 Radio Mix UK Edition CD1)“, 2000
- „Uprocking Beats (JS 16 Radio Mix UK Edition CD2)“, 2000
- „Uprocking Beats (JS 16 Radio Mix UK Master Promo)“, 2000
- „Uprocking Beats (JS 16 Radio Mix US Edition 12" Vinyl)“, 2000
- „Super Electric (CD Single/Maxi)“, 2001
- „Super Electric (European Edition 12" Vinyl)“, 2002
- „Live Your Life“ (feat. Max’C CD Singel/Maxi), 2002
- „Live Your Life“ (European Edition 12" Vinyl), 2002
- „Live Your Life“ (Germany Re-edition CD Maxi), 2002
- „Live Your Life“ (Finland Promo), 2002
- „(Crack It!) Something Goin’ On“ (feat. Jessica Folcker CD Single/Maxi), partial cover of a track by Anni-Frid Lyngstad, 2002
- „Back To Back“ (feat. Z-MC CD Single), 2002
- „No Way In Hell (CD Maxi)“, 2004
- „No Way In Hell (European Edition 12" Vinyl)“, 2004
- „No Way In Hell (European Promo)“, 2004
- „Hypnotic“ (feat. Elena Mady CD Single), 2004
- „Hypnotic“ (CD Maxi), 2005
- „Turn It Up“ (feat. Anna Nordell Radio Promo), 2005

## Členové
- Raymond Ebanks B.O.W jako B.O.Dubb (MC)
- Ari Toikka a.k.a A.T (bicí)
- Ville Mäkinen a.k.a Mr Wily (basová kytara/klávesy)
- Riku Pentti a.k.a DJ Infekto (DJ, klávesy)
- Okke Komulainen (klávesy)

### Bývalí členové
- Ismo Lappalainen a.k.a DJ Gismo (DJ) (1998–2002)
- Andy Barton a.k.a Skeeta (Dance a MC) (1998–2008)